# Canton de Bozel
Le canton de Bozel est une ancienne division administrative française, située dans le département de la Savoie et la région Rhône-Alpes.
Il disparait en 2015 à la suite du redécoupage cantonal de 2014.

## Composition
Le canton de Bozel regroupe les communes suivantes :
| Nom                  | Code Insee | Intercommunalité          | Superficie (km2) | Population (dernière pop. légale) | Densité (hab./km2) |
| -------------------- | ---------- | ------------------------- | ---------------- | --------------------------------- | ------------------ |
| Bozel (chef-lieu)    | 73055      | CC Val Vanoise            | 28,80            | 2 018 (2014)                      | 70                 |
| Brides-les-Bains     | 73057      | CC Val Vanoise            | 2,63             | 523 (2014)                        | 199                |
| Champagny-en-Vanoise | 73071      | CC Val Vanoise            | 84,96            | 605 (2014)                        | 7,1                |
| Feissons-sur-Salins  | 73113      | CC Val Vanoise            | 4,80             | 189 (2014)                        | 39                 |
| La Perrière          | 73198      | CC Val Vanoise Tarentaise | 9,96             | 460 (2014)                        | 46                 |
| Les Allues           | 73015      | CC Val Vanoise            | 85,99            | 1 866 (2014)                      | 22                 |
| Montagny             | 73161      | CC Val Vanoise            | 13,26            | 666 (2014)                        | 50                 |
| Planay               | 73201      | CC Val Vanoise            | 22,41            | 404 (2014)                        | 18                 |
| Pralognan-la-Vanoise | 73206      | CC Val Vanoise            | 88,57            | 743 (2014)                        | 8,4                |
| Saint-Bon-Tarentaise | 73227      | CC Val Vanoise Tarentaise | 58,94            | 1 910 (2014)                      | 32                 |

## Représentants

### Conseillers généraux (1861-2015)
| Période                                  | Période          | Identité                           | Étiquette             | Qualité |
| ---------------------------------------- | ---------------- | ---------------------------------- | --------------------- | --- |
| 1861                                     | 1879 (décès)     | Comte Amédée Greyfié de Bellecombe | Indépendant           | Magistrat Député du duché de Savoie (1860) Député de Savoie (1860-1861) |
| 1879                                     | 1880             | Camille Laissus                    | Droite                | Docteur-médecin à Moûtiers |
| 1880                                     | 1882 (démission) | Daniel Mayet                       | Républicain           | Magistrat Député (1876-1885) Conseiller municipal de Moûtiers |
| 1882                                     | 1904             | Emile Reynes                       | Républicain           | Avocat, maire de Moûtiers (1896-1900), conseiller d'arrondissement du canton de Moûtiers |
| 1904                                     | 1910             | Victor Gerfaux                     | Rad.                  | Avocat, maire de Moûtiers (1904-1908) |
| 1910                                     | 1931 (décès)     | Georges-Emile Machet               | Rad.                  | Huissier, propriétaire agricole Maire de Bozel (1908-1931) Sénateur (1920-1931) |
| 1931                                     | 1940             | Jean Germain Excoffier             | Radical dissident-URD | - Instituteur honoraire - Maire de Bozel |
|                                          |                  |                                    |                       | |
| 1942                                     | 1943             | Edouard Peindarie (1899-1983)      |                       | Médecin Maire de Bozel Nommé conseiller départemental en 1942 Révoqué par le Gouvernement de Vichy en 1943 |
|                                          |                  |                                    |                       | |
| 1945                                     | 1949             | Louis Pachod                       | DVD                   | Employé à Bozel, ancien conseiller d'arrondissement |
| 1949                                     | 1955             | Emile Ruffier Meray                | DVD                   | Menuisier Maire de Bozel |
| 1955                                     | 1961             | Edouard Peindarie                  | DVD                   | Maire de Bozel |
| 1961                                     | 1966 (démission) | Honoré Mollier                     | MRP                   | Maire de Bozel |
| 1966                                     | 1979             | Camille Blanc                      | DVG puis PS           | Maire de Planay |
| 1979                                     | 1998             | Camille Chedal-Anglay              | DVD                   | Chef d'entreprise à Courchevel Maire de La Perrière |
| 1998                                     | 2015             | Vincent Rolland                    | RPR puis UMP          | - Moniteur de ski - Suppléant du député Hervé Gaymard, député (2002-2007) - Adjoint au maire de Pralognan-la-Vanoise - Conseiller municipal d'Albertville (depuis 2008) - Vice-président du conseil général Élu en 2015 dans le canton de Moûtiers |
| Les données manquantes sont à compléter. |                  |                                    |                       | |

### Conseillers d'arrondissement (1861 à 1940)
Le canton de Bozel avait deux conseillers d'arrondissement.
| Période                                  | Période | Identité                        | Étiquette   | Qualité |
| ---------------------------------------- | ------- | ------------------------------- | ----------- | --- |
| 1861                                     |         | François Martin                 |             | Notaire |
| 1861                                     |         | Maurice-Emmanuel Garçon         |             | Notaire |
|                                          |         |                                 |             | |
| 1871                                     |         | Pierre Marie Durez              |             | Notaire, maire de Bozel                                                                                     |
| 1871                                     |         | Claude Marie Martin (1804-1880) |             | Notaire, maire de Brides-les-Bains                                                                          |
|                                          |         |                                 |             | |
| 1889                                     | 1901    | Victor Duraz                    | Républicain | Ancien juge de paix à Bozel                                                                                 |
| 1901                                     | 1913    | Eugène Gormier                  | Républicain | Propriétaire à Saint-Bon, Vice-Président du comice agricole                                                 |
| 1913                                     |         | Emmanuel Duraz                  | Radical     | Propriétaire agriculteur à Bozel                                                                            |
|                                          |         |                                 |             | |
| av.1925                                  |         | Ferdinand Léger                 |             | Maire de Montagny                                                                                           |
|                                          |         |                                 |             | |
| 1937                                     | 1940    | Louis Pachod                    | RG          | Employé, adjoint au maire de Bozel                                                                          |
| 1937                                     | 1940    | Joseph Blanche                  | Droite      | Cultivateur, conseiller municipal des Allues                                                                |
| 1940                                     |         |                                 |             | Les conseils d'arrondissement ont été suspendus par la loi du 12 octobre 1940 et n'ont jamais été réactivés |
| Les données manquantes sont à compléter. |         |                                 |             | |

## Démographie
| 1982  | 1990  | 1999  |
| ----- | ----- | ----- |
| 7 306 | 8 055 | 9 010 |